# تاريخ جامايكا
كانت جزيرة جامايكا الكاريبية مأهولة بقبائل أراواك قبل وصول كولومبوس في عام 1494. سمى سكان جامايكا الأوائل الأرض «كساياكوما»، أي «أرض الخشب والمياه». واستعبَد الإسبانُ الأرواكس، الذين دمرهم صراعهم مع الأوروبيين والأمراض الدخيلة، حتى إن ما يقرب من السكان الأصليين انقرضوا بحلول عام 1600. نقل الإسبان مئات العبيد من غرب أفريقيا إلى الجزيرة.
في عام 1655، غزا الإنجليز جامايكا، وهزم المستعمرون الإسبان. واستغل العبيد الأفارقة الاضطرابات السياسية فهربوا إلى داخل الجزيرة، فشكلوا مجتمعات مستقلة (تعرف باسم المارون). في الوقت نفسه، على الساحل، بنى الإنجليز مستوطنة بورت رويال، التي أصبحت قاعدة عمليات للقراصنة والسفن المسلحة، بما في ذلك الكابتن هنري مورغان.
في القرن الثامن عشر، حل قصب السكر محل القرصنة باعتباره مصدرًا رئيسًا للدخل في جامايكا البريطانية. كانت صناعة السكر كثيفة العمالة، وجلب البريطانيون مئات الآلاف من الأفارقة المستعبدين إلى جامايكا، حتى تجاوز عدد الجامايكيين السود في عام 1850 البيض نسبة عشرين إلى واحد. أقام الجامايكيون المستعبدون 12 انتفاضة كبيرة خلال القرن الثامن عشر، بما في ذلك تمرد تاكي في عام 1760. كانت هناك مناوشات دورية بين البريطانيين والمجتمعات الجبلية، وبلغت ذروتها في حرب المارون الأولى في ثلاثينيات القرن الثامن عشر وحرب المارون الثانية في تسعينيات القرن الثامن عشر.

## جامايكا ما قبل كولومبيا
ربما جاء أول سكان جامايكا من الجزر إلى الشرق في موجتين من الهجرة. في حوالي الحقبة 600 العامة، وصلت الثقافة المعروفة باسم «الناس الآنية الحمراء»، وهم فئة لم يُعرف عنها إلا القليل (خارج إطار الفخار الأحمر المميز لهم). 
تعَد بركة أليجاتور بوند في باريش مانشستر ونهر ليتل في سانت آن باريش من بين المواقع المعروفة الأولى لهذا الشعب الأوستيوناويد، الذي عاش بالقرب من الساحل، معتمِدًا على السلاحف وصيد الأسماك على نطاق واسع.
حوالي 800 حقبة عامة، وصلت أراواك، وفي نهاية المطاف، واستقرت في جميع أنحاء الجزيرة. وعاشوا في قرى كان يحكمها زعماء القبائل كانوا يدعون كاسيك، وعاشوا على صيد الأسماك وزراعة الذرة والكاسافا. وفي ذروة حضارتها، يقدر أن عدد سكانها بلغ 60000 نسمة.
جلب الأراواك من أمريكا الجنوبية نظام تربية يوكا المعروف باسم «الكونوكو». لإضافة المغذيات إلى التربة، أحرق الأراواك الأشجار والشجيرات المحلية وحصدوا الرماد في أكوام، ثم زرعوا فيها قطع يوكا. عاش معظم الأراواك في مبانٍ دائرية كبيرة (البوهيو)، مصنوعة من أعمدة خشبية وقش منسوج وسعف النخيل. تحدث الأراواك اللغة الأراواكية، ولم يكن لديهم كتابة. وقد أدمجت بعض الكلمات التي استخدموها، مثل البارباكوا «باربكيو»، وهاماكا «أرجوحة»، والكانوا «الكنو»، وتاباكو «التبغ»، ويوكا، باتاتا «البطاطا الحلوة»، وجوراكان «الإعصار»، في الإسبانية والإنجليزية.

## فترة الاستعمار الإسباني  (1494-1655)
يعتقد أن كريستوفر كولومبوس هو أول أوروبي يصل إلى جامايكا. وقد هبط على الجزيرة في 5 مايو 1494، خلال رحلته الثانية إلى الأمريكتين. عاد كولومبوس إلى جامايكا خلال رحلته الرابعة إلى الأمريكتين. أبحر حول منطقة البحر الكاريبي قرابة عام عندما علقت عاصفة سفنه على الشاطئ في خليج سانت آن بجامايكا في 25 يونيو 1503. لمدة عام ظل كولومبوس ورجاله محاصرين على الجزيرة، وغادروا أخيرا في يونيو 1504.
منح التاج الإسباني الجزيرة لعائلة كولومبوس، ولكنها ظلت على مدى عقود منطقة نائية راكدة، إذ شكّلت قاعدة إمداد للغذاء والجلود الحيوانية. في عام 1509 أسس خوان دي إسكيفل أول مستوطنة أوروبية دائمة، مدينة سفيلا لا نويفا (إشبيلية الجديدة)، على الساحل الشمالي. وبعد عقد من الزمان، كتب الراهب بارتولومي دي لاس مراسلًا السلطات الإسبانية عن سلوك إسكيفيل أثناء مذبحة هيغوي التي وقعت في عام 1503.
في عام 1534، انتقلت العاصمة إلى فيلا دي لا فيغا (سانتياجو دي لا فيغا في وقت لاحق)، التي تسمى الآن المدينة الإسبانية. وكانت هذه المستوطنة عاصمة لجامايكا الإسبانية والإنكليزية على حد سواء، منذ تأسيسها في عام 1534 وحتى عام 1872، وبعد ذلك انتقلت العاصمة إلى كينغستون.
استعبد الإسبان العديد من الأراواك؛ فهرب بعضهم، ولكن معظمهم مات من أمراض أوروبية وإفراط في العمل. قدم الإسبان أول عبيد أفارقة. بحلول أوائل القرن السابع عشر، عندما لم يبقَ أي تاينو في المنطقة تقريبا، كان عدد سكان الجزيرة حوالي 3000، بما في ذلك عدد صغير من العبيد الأفارقة. ومع خيبة الأمل من نقص الذهب في الجزيرة، استخدم الإسبان جامايكا قاعدة عسكرية لتوفير جهود الاستعمار في البر الرئيس للأمريكتين.
لم يحضِر المستعمرون الإسبان النساء في البعثات الأولى، واتخذوا من نساء تاينو زوجات (عرفيا)، ما أسفر عن أطفال خلسة. إضافة إلى أن العنف الجنسي ضد نساء تاينو من قبل الإسبان كان شائعاً أيضاً.
على الرغم من أن التاينو أشاروا إلى الجزيرة باسم «زيماكا»، غيّر الإسبان الاسم تدريجياً إلى «جامايكا». في ما يسمى بخريطة الأدميرال لعام 1507، سُميَت الجزيرة باسم «جاميكوا»، وفي عمل بيتر الشهيد «عقود» لعام 1511، أشار إليها باسم «جامايكا» و«جاميكا».

## الحكم البريطاني  (1962-1655)

### القرن السابع عشر

#### الغزو الإنجليزي
في أواخر عام 1654، أطلق الزعيم الإنجليزي أوليفر كرومويل الأسطول البحرى وسترن ديزاين ضد مستعمرات إسبانيا في منطقة البحر الكاريبي. في أبريل 1655، قاد الجنرال روبرت فينتر الأسطول في هجوم على معقل إسبانيا في سانتو دومينغو، هيسبانيولا. بعد أن نجح الإسبان في صد هذا الهجوم رديء التنفيذ، أبحرت القوة الإنجليزية بعد ذلك إلى جامايكا، الجزيرة الإسبانية الوحيدة في جزر الهند الغربية التي لم يكن لديها أعمال دفاعية جديدة. في مايو 1655، هبط حوالي 7000 جندي إنجليزي بالقرب من سبانيش تاون عاصمة جامايكا، وسرعان ما أبادوا العدد الصغير للقوات الإسبانية (في ذلك الوقت، كان عدد سكان جامايكا بالكامل حوالي 2500 فقط). ولم تتمكن إسبانيا من استرداد جامايكا، وخسرت معركة أوشو ريوس في عام 1657 ومعركة ريو نويفو في عام 1658. في عام 1660، كانت نقطة التحول عندما تحول بعض العبيد الفارين من إسبانيا، الذين تحولوا إلى مارون جامايكي، من إسبانيا إلى الإنجليزية. بالنسبة لإنجلترا، كان من المقرَّر لجامايكا أن تكون «الخنجر المشير إلى قلب الإمبراطورية الإسبانية»، على الرغم من أنها في الواقع كانت ذات قيمة اقتصادية صغيرة آنذاك. حصلت إنجلترا على حيازة رسمية لجامايكا من إسبانيا في عام 1670 من خلال معاهدة مدريد. بإزالة الحاجة الملحة إلى الدفاع المستمر ضد الهجوم الإسباني، كان هذا التغيير بمثابة الحافز للزراعة.

#### الاستعمار البريطاني
زاد كرومويل عدد السكان الأوروبيين في الجزيرة بإرسال خدم بعقود طويلة الأجل ومسجونين إلى جامايكا. بسبب الحروب في إيرلندا في هذا الوقت كان ثلثا سكان أوروبا في القرن السابع عشر إيرلنديين. ولكن الأمراض الاستوائية أبقت عدد الأوروبيين تحت عشرة آلاف شخص حتى عام 1740 تقريبا. على الرغم من أن عدد العبيد الأفارقة في سبعينيات وثمانينيات القرن السابع عشر لم يتجاوز قط 10 آلاف، زادت واردات العبيد في نهاية القرن السابع عشر ة من عدد السكان السود إلى خمسة أمثال عدد البيض على الأقل. بعد ذلك، لم يرتفع عدد سكان جامايكا الأفارقة كثيرا حتى فترة طويلة في القرن الثامن عشر، ويرجع ذلك جزئيا إلى أن السفن القادمة من الساحل الغربي لأفريقيا فضلت تفريغ حمولتها في جزر شرق البحر الكاريبي. في بداية القرن الثامن عشر، لم يتجاوز عدد العبيد في جامايكا 45000 فرد، بل ارتفع إلى أكثر من 300000 فرد بحلول عام 1800.

#### مجلس النواب
بدايةً بتعيين نظام ملكية ستيوارت حاكماً مدنياً لجامايكا في عام 1661، رُسخَت الأنماط السياسية التي استمرت إلى حد كبير حتى القرن العشرين. أما الحاكم الثاني، اللورد ويندسور، فقد أحضر معه في عام 1662 إعلاناً من الملك يمنح سكان جامايكا غير العبيد حقوق المواطنين الإنجليز، بما في ذلك الحق في سن قوانين خاصة بهم. رغم أنه أمضى عشرة أسابيع فقط في جامايكا، فقد أرسى اللورد ويندسور أسس نظام حكم كان من المقرر أن يستمر لقرنين من الزمان: حاكم ملكي يتولى العمل بمشورة مجلس مرشح في الهيئة التشريعية. وكان المجلس التشريعي يتألف من الحاكم ومجلس النواب المنتخب غير التمثيلي إلى حد كبير. لسنوات عديدة، كان المجلس الذي هيمن عليه المزارعون في صراع مستمر مع الحكام المختلفين وملوك ستيوارت؛ وكانت هناك أيضاً فصائل مثيرة للنزاع داخل الجمعية ذاتها. في كثير من سبعينيات القرن السابع عشر، تنازع تشارلز الثاني وجيمس الثاني والمجلس على أمور مثل شراء العبيد من السفن التي لا تديرها شركة التجارة الملكية الإنجليزية. أما حاكم ستيوارت الأخير، كريستوفر مونك، دوق ألبيمارل الثاني -الذي كان أكثر اهتماماً بالبحث عن الكنز من الزراعة- فقد حول حكم القِلة الزارع إلى خارج منصبه. وبعد وفاة الدوق في عام 1688، نجح المزارعون، الذين فروا من جامايكا إلى لندن، في الضغط على جيمس الثاني من أجل الأمر بالعودة إلى الترتيب السياسي السابق للألبيمارل (السيطرة المحلية على المزارعين الجامايكيين المنتمين إلى المجلس).

## معرض صور

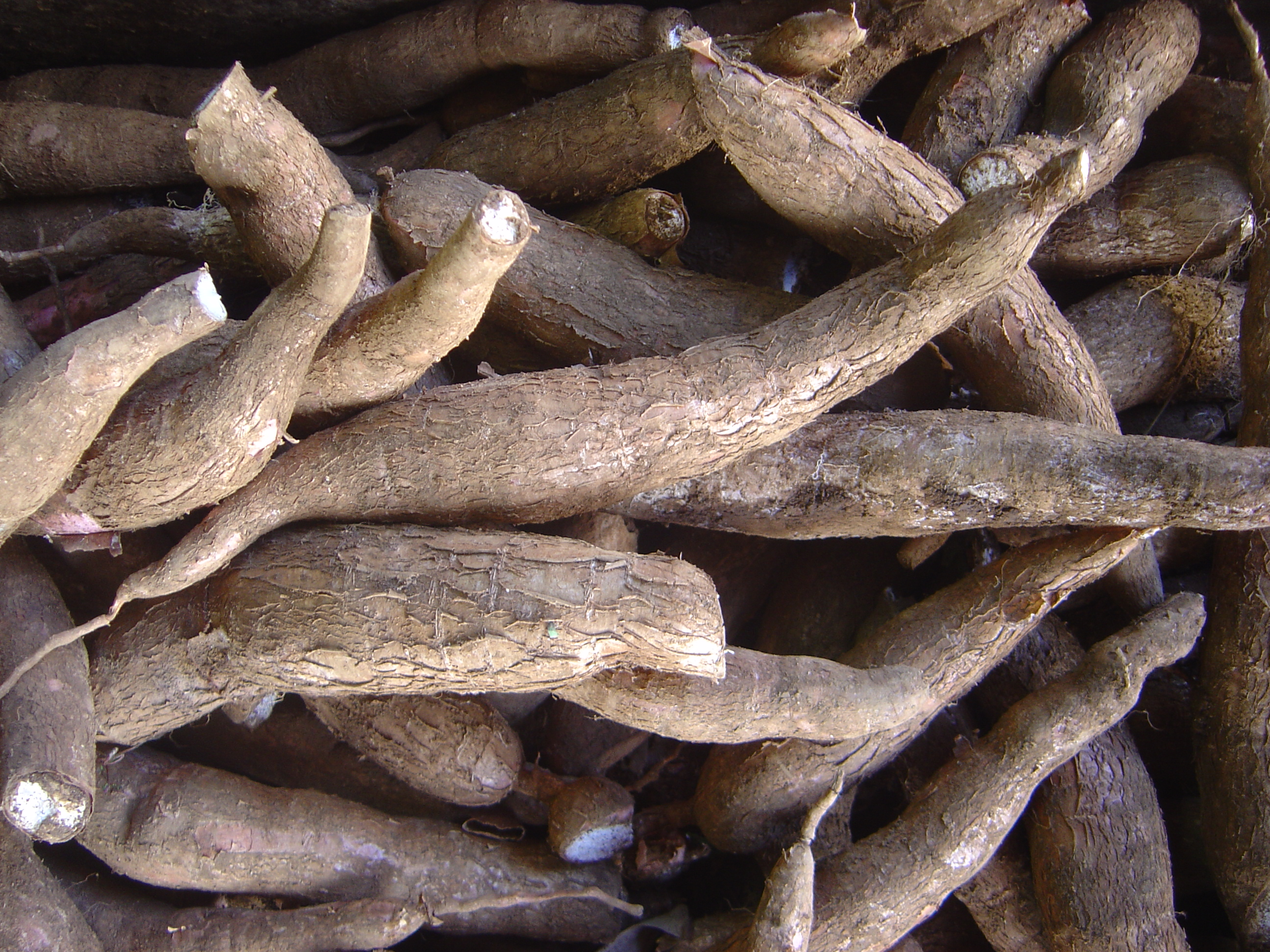
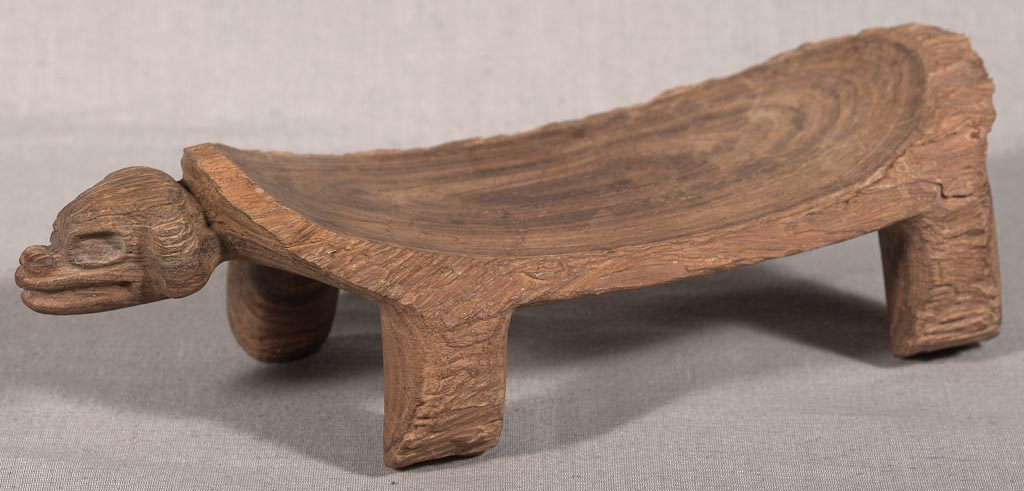
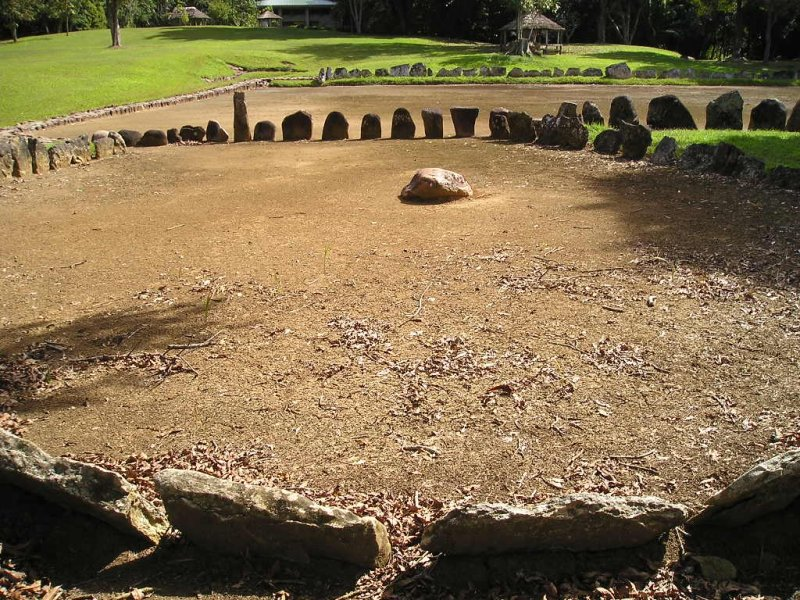
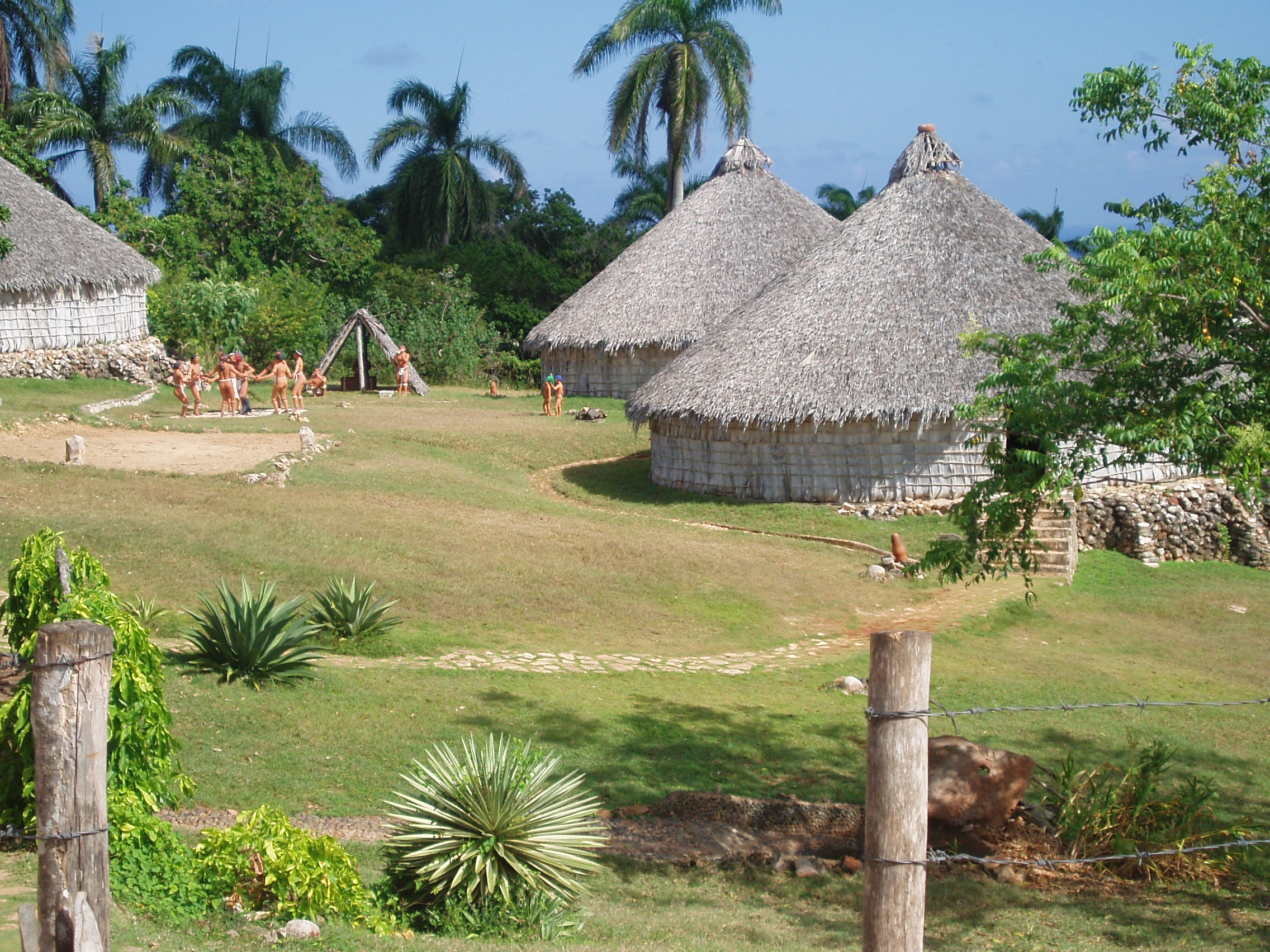